# Caso Ibiza

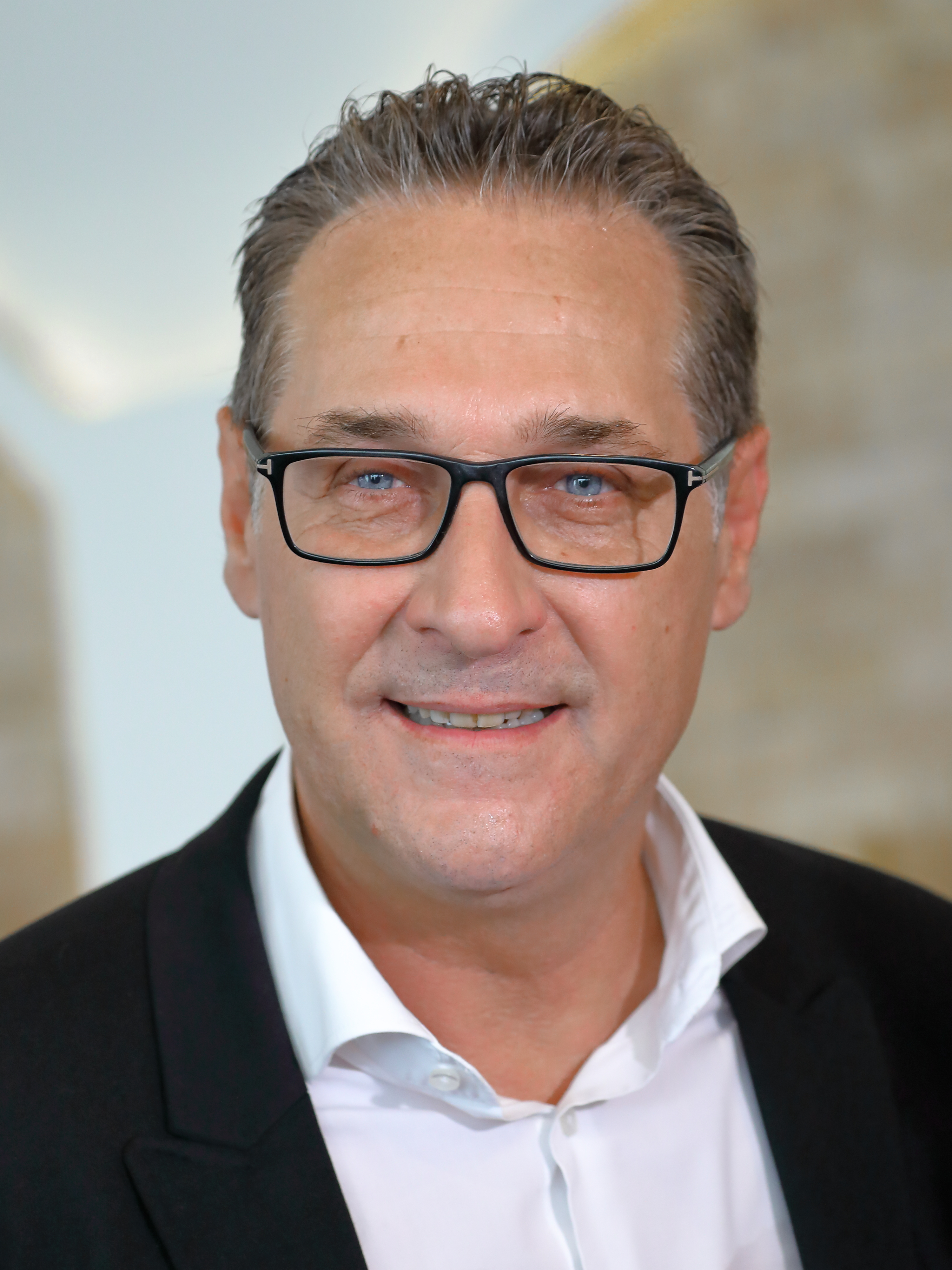
Heinz-Christian Strache, principal implicado en el caso Ibiza.

El caso Ibiza (en alemán: Ibiza-Affäre) fue un escándalo político desatado en Austria el 17 de mayo de 2019 por la publicación de un video grabado en secreto en Ibiza en julio de 2017 y en el cual se vieron implicados Heinz-Christian Strache, hasta entonces vicecanciller y líder del Partido de la Libertad de Austria (FPÖ) y Johann Gudenus, su segundo en el partido.
En el video, encargado por el abogado nacido en Irán Ramin Mirfakhrai, ambos políticos parecían receptivos a las propuestas de una mujer que se hacía llamar Alyona Makarova, que a su vez se hacía pasar por sobrina del empresario ruso Igor Makarov. La mujer ofrecía proporcionar al FPÖ una cobertura mediática positiva a cambio de contratos gubernamentales. Strache y Gudenus también insinuaron prácticas políticas corruptas que involucraban a otros donantes adinerados del FPÖ en Europa y en otros lugares.
Tras el estallido del escándalo, destapado conjuntamente por Der Spiegel y Süddeutsche Zeitung, el anuncio por parte del canciller, Sebastian Kurz, de la destitución del ministro de Interior, Herbert Kickl, también del FPÖ, provocó la renuncia de los ministros de Defensa, Exteriores, Transportes y Sanidad, todos ellos del FPÖ. La renuncia en bloque de esos ministros llevó, a su vez, a la disolución de la coalición de Gobierno y la consiguiente convocatoria de elecciones anticipadas, para septiembre de 2019.
En 2020, la fiscalía publicó una transcripción parcial del video. En el nuevo material, Strache había rechazado la oferta del señuelo y había descartado hacer algo ilegal.